# Toni Cotet i Masià
Toni Cotet i Masià (Badalona, 1973), és un escriptor català especialitzat en literatura juvenil. És llicenciat en Filologia Catalana i treballa de professor de català al Col·legi dels Salesians de Badalona des de 1996. Ha publicat diverses novel·les juvenils, de les quals Bressol del basquetbol va ser premiada amb el Premi de Narrativa Juvenil dels Premis Literaris Ciutat de Badalona el 2009.

## Obra
- I després de l'ESO, què? (Edebé, 2006)
- La pujada (Baula, 2007)
- Expropiació indeguda (Barcanova, 2008)
- Bressol del basquetbol (La Galera, 2009). Premi Ciutat de Badalona.[3]
- El pont de la llum (Baula, 2010)
- Projecte Túnning (Baula, 2012)
- Projecte Túnning - Pla lector (Baula, 2013)
- Somnis i carrers (Gregal, 2018)
- Il·lusions trencades (Llibres del Delicte, 2020)
- Fugir o morir (Stonberg Editorial, 2021) (Novel·la per a adults)
- Joc de nit (Llibres del Delicte, 2022)
- La corona maleïda (Llibres del Delicte, 2024)

## Premis
- Premi de Narrativa Juvenil (Premis Literaris Ciutat de Badalona, 2009): "Bressol del basquetbol".[1]